# Champ volcanique d'Auckland
Le champ volcanique d'Auckland est une zone de volcans monogéniques couverte par une grande partie de la zone métropolitaine d'Auckland, la plus grande ville de Nouvelle-Zélande, située dans l'île du Nord. Les quelque 53 volcans présents sur le terrain ont produit une grande variété de maars (cratères d'explosion), d'anneaux de tuf, de cônes d'éjectas et de coulées de lave. À l'exception du Rangitoto, aucun volcan n'est entré en éruption plus d'une fois, mais les autres éruptions ont duré des périodes variées allant de quelques semaines à plusieurs années. Le Rangitoto est entré en éruption à plusieurs reprises et récemment à deux reprises ; lors d'une éruption survenue il y a environ 600 ans, suivie d'une seconde éruption environ 50 ans plus tard. Le champ est entièrement alimenté par du magma basaltique, contrairement au volcanisme explosif provoqué par la subduction dans le centre de l'île du Nord, comme au mont Ruapehu et au lac Taupo.

## Caractéristiques
Le champ s'étend du lac Pupuke (en) et de l'île Rangitoto au nord jusqu'à Matukutūruru (en) (montagne Wiri) au sud, et du mont Albert à l'ouest jusqu'à la mont Pigeon (en) à l'est.
La première éruption volcanique a eu lieu à Pupuke il y a 193 200 ± 2 800 ans. L'éruption la plus récente (il y a environ 600 ans et dans la mémoire historique des Maoris locaux) était celle de Rangitoto, un volcan bouclier insulaire juste à l'est de la ville, qui a fait éruption avec 0,7 km3 de lave. Le dernier volcan à entrer en éruption était beaucoup plus grand que tous les autres, Rangitoto constituant 41 % du volume total de matière éruptive du champ avec des caractéristiques de pente et de symétrie autour des évents éruptifs observés dans les volcans boucliers basaltiques comme on pourrait s'y attendre d'un volcan qui a pu ensevelir d'autres volcans et dont on sait maintenant qu'il a une histoire éruptive d'environ 1000 ans,. Les autres volcans du champ sont relativement petits, la plupart mesurant moins de 150 m de hauteur.
Le lac Pupuke, sur la rive nord près de Takapuna, est un cratère d'explosion volcanique. Quelques cratères similaires, comme celui du bassin d'Ōrākei (en), sont ouverts sur la mer.
Le champ a produit des coulées de lave volumineuses qui couvrent une grande partie de l'isthme d'Auckland. L'une des plus longues courses du mont Saint-John (en) vers le nord, traversant presque le port de Waitematā pour former le récif de Meola (en). Plus de 50 tunnels de lave et autres grottes de lave ont été découverts, dont celle de Wiri Lava (en), qui mesure 290 m de long. Il peut y avoir une association avec des grottes de lave et la formation de cônes sans racines en raison de leur mécanisme de formation et il a été suggéré qu'un cône sans racines existait à Wiri étant Matukutūreia (en). Cela n'est peut-être pas tout à fait le cas, même si au moins une éruption provoquée uniquement par de la vapeur s'est produite à proximité de Matukutūreia. La deuxième grotte individuelle la plus longue du champ d'Auckland, environ 270 m de longueur totale, se trouve la grotte des mille pompes à l'est de Maungakiekie/One Tree Hill. Deux dépressions impressionnantes causées par l'effondrement de grottes de lave sont la grotte de Puka Street et l'étang voisin de Hochstetter, également connu sous le nom d'étang de Grotto Street, à Onehunga.
Pendant la majeure partie des 200 000 ans d'éruption du champ, la planète a connu des périodes glaciaires où le niveau de la mer était beaucoup plus bas en raison de l'eau emprisonnée sous forme de glace, et les ports de Waitemata et de Manukau étaient des terres sèches. Tous les volcans sont probablement entrés en éruption sur terre, à l'exception du Rangitoto, qui est entré en éruption pendant la période interglaciaire (plus chaude) actuelle.

### Relations tectoniques
La région d'Auckland se situe dans la plaque australienne, à environ 400 km à l'ouest de sa limite de plaque avec la plaque pacifique. Les volcans sont situés au sud d'une région géologique appelée l'Allochtone du Northland, et les volcans du nord sont situés sur des dépôts sédimentaires du Miocène précoce du groupe de roches Waitematā et les volcans du sud sur des sédiments post-Miocène. Une grande partie des volcans du champ, en particulier ceux avec des structures coniques, se trouvent à moins de 500 m de failles présumées ou connues, avec la précision qu'il s'agit de failles historiques inactives et que, contrairement à de nombreux autres champs volcaniques, il est rare que des volcans soient réellement sur la ligne de faille. La structure de ces failles régionales d'Auckland et les blocs de failles qui en résultent sont complexes, mais comme le champ volcanique, leurs emplacements peuvent être supposés être liés aux variations gravitationnelles et à l'endroit où l'anomalie magnétique de Stokes (en) traverse cette section de l'île du Nord. Le champ fait partie de la province volcanique d'Auckland qui comprend quatre champs volcaniques avec un volcanisme basaltique intra-plaque commençant au sud, à Okete, près de Raglan à la fin du Pliocène. Depuis lors, l'activité s'est déplacée vers le nord à travers les champs de Ngatutura (en), South Auckland (en) et Auckland.

## Contexte humain

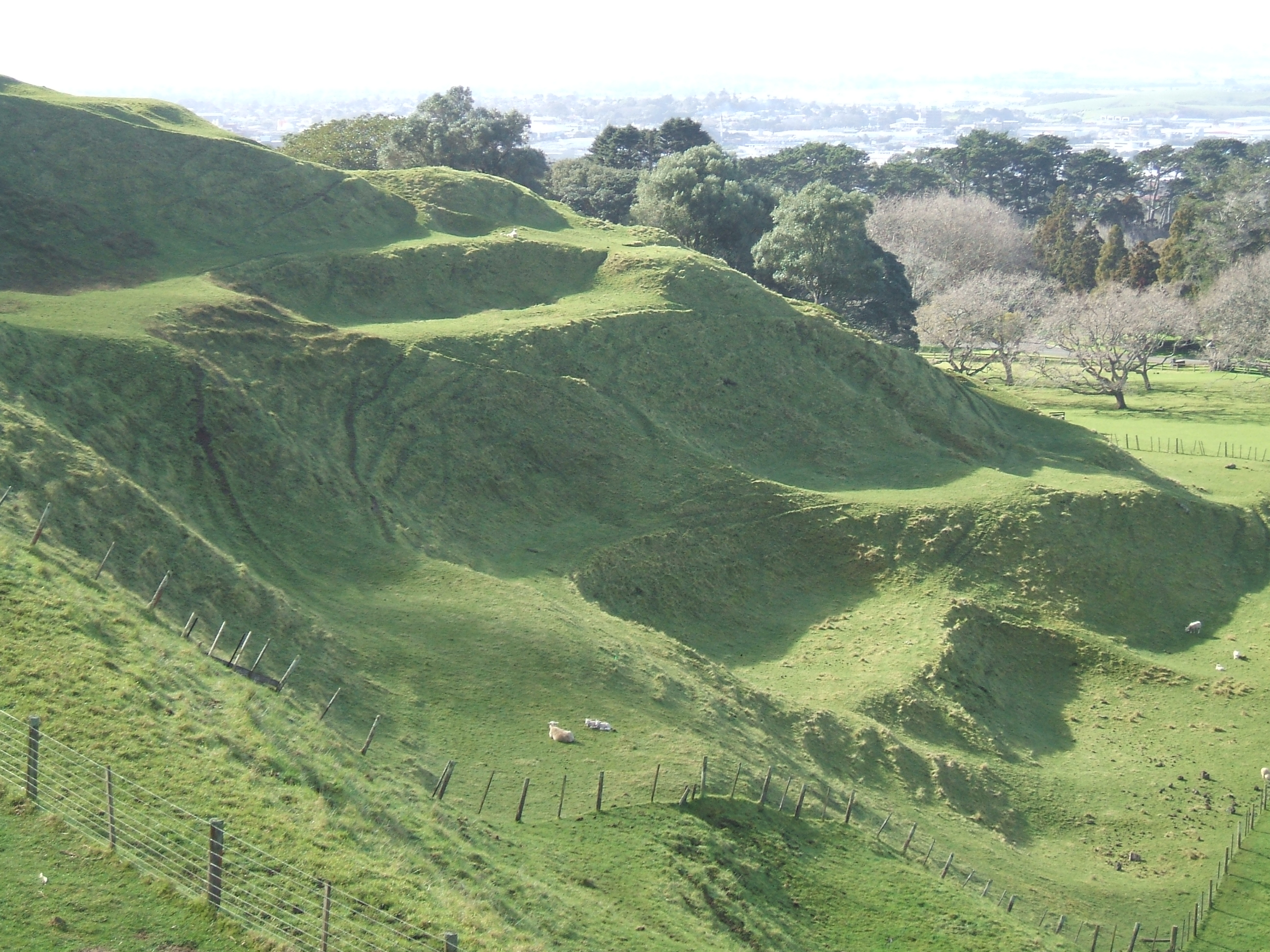
Terrasses creusées par les Maoris dans les pentes de Maungakiekie / One Tree Hill.

### Mythologie
Les mythes maoris de Tāmaki (en) décrivent la création du champ volcanique comme une création de Mataaho (le gardien des secrets de la terre) et de son frère Rūaumoko (le dieu des tremblements de terre et des volcans), faite en guise de punition contre une tribu de patupaiarehe, des êtres surnaturels vivant dans les chaînes Waitākere, qui ont utilisé la magie mortelle de la terre pour vaincre un groupe de guerre de patupaiarehe des chaînes Hunua (en),. Dans certaines traditions, la déesse du feu Mahuika (en) crée le champ volcanique comme un moyen de réchauffer Mataaho, après que sa femme est partie et a pris ses vêtements,. En raison de leur association étroite avec Mataaho, les caractéristiques volcaniques peuvent être collectivement appelées Nga Maunga a Mataaho (« Les montagnes de Mataaho ») ou Ngā Huinga-a-Mataaho (« les volcans rassemblés de Mataaho »). De nombreuses caractéristiques volcaniques de Māngere peuvent être appelées Nga Tapuwae a Mataoho (« Les empreintes sacrées de Mataoho »), notamment la lagune Māngere (en), Waitomokia (en), Crater Hill (en), Kohuora (en), la lagune Pukaki (en) et Robertson Hill (en),. De nombreux noms en langue maorie des caractéristiques volcaniques de la région font référence à Mataaho par leur nom, notamment Te Pane o Mataaho (mont Māngere (en)), Te Tapuwae a Mataoho (Robertson Hill) et Te Kapua Kai o Mataoho (le cratère de Maungawhau/Mont Eden).

### Usage
De nombreuses maunga (montagnes) étaient occupées par d'importantes pa (fortifications) maories avant la colonisation des Pākehā, et de nombreuses terrasses et autres vestiges archéologiques sont encore visibles. De nombreux cônes ont été nivelés ou fortement altérés, en partie en raison de l'utilisation historique des Maoris, mais surtout en raison de l'extraction relativement récente de matériaux de construction (en particulier des éjectas). Cependant, de nombreux volcans restants sont désormais préservés en tant que monuments et parcs.
Les versants nord plus chauds des montagnes étaient également populaires parmi les premiers colons Pākehā pour se loger. Dans les années 1880, le mont Victoria (en) et North Head (en) ont été développés comme installations militaires en raison des craintes d'une invasion russe (en). Les cônes sont également protégés par une loi de 1915, la loi sur l'aliénation des réserves et autres terres et l'autonomisation des organismes publics de 1915, qui a été adoptée en raison des premières inquiétudes concernant l'érosion du paysage distinctif, notamment par l'exploitation de carrières. Bien que souvent ignoré jusqu'à la fin du XXe siècle, il a notamment minimisé les changements importants apportés au mont Roskill proposés par Transit New Zealand pour l'autoroute du sud-ouest.
En mars 2007, la Nouvelle-Zélande a soumis le champ volcanique, avec plusieurs caractéristiques spécifiquement nommées, comme candidat au patrimoine mondial de l'UNESCO en raison de sa combinaison unique de caractéristiques naturelles et culturelles. À cette époque, seulement 2 % des plus de 800 sites du patrimoine mondial dans le monde appartenaient à cette catégorie « mixte ».
Pendant la majeure partie de l'histoire d'Auckland après 1840, les montagnes ont été administrées de diverses manières par la Couronne de Nouvelle-Zélande, le Conseil d'Auckland (ou ses anciens organismes, notamment le Conseil municipal d'Auckland et le Conseil municipal de Manukau) ou le Ministère de la Conservation.
Dans le règlement du Traité de Waitangi de 2014 entre la Couronne et le collectif Ngā Mana Whenua o Tāmaki Makaurau de 13 iwi et hapū d'Auckland (également connu sous le nom de Collectif Tāmaki), la propriété des 14 Tūpuna Maunga (montagnes ancestrales) de Tāmaki Makaurau / Auckland, était dévolue au collectif. La législation précisait que les terres étaient détenues en fiducie « pour le bénéfice commun de Ngā Mana Whenua o Tāmaki Makaurau et des autres habitants d'Auckland ». La Tūpuna Maunga o Tāmaki Makauraau Authority ou Tūpuna Maunga Authority (TMA) est l'organisation de co-gouvernance créée pour administrer les 14 Tūpuna Maunga. Le Conseil d'Auckland gère le Tūpuna Maunga sous la direction de la TMA,,.

### Dangers
Étant donné que le champ volcanique n’est pas éteint, de nouveaux événements volcaniques peuvent se produire à tout moment, bien que la période habituelle entre les événements soit, en moyenne, comprise entre des centaines et des milliers d’années. Il y a eu au moins une éruption tous les 2 500 ans au cours des 50 000 années. Cependant, les effets d'un tel événement, en particulier d'une éruption à grande échelle, seraient considérables, allant des poussées pyroclastiques aux tremblements de terre aux bombes volcaniques, aux chutes de cendres et à l'évacuation de gaz volcaniques, ainsi qu'aux coulées de lave. Ces effets pourraient perdurer pendant plusieurs mois, provoquant potentiellement des destructions et des perturbations importantes, allant de l'enfouissement de vastes étendues de propriétés résidentielles ou commerciales à la fermeture à moyen ou long terme de parties importantes de l'infrastructure du pays, comme le port d'Auckland, le réseau routier national ou l'aéroport d'Auckland. Il est possible que plusieurs volcans entrent en éruption simultanément. Il existe de fortes preuves que huit d’entre elles sont entrées en éruption sur une période d’environ 3 000 ans, entre 31 000 et 28 000 ans.
La plupart des événements éruptifs sur le terrain ont été de faible volume, très limités dans le temps, impliquant généralement moins de 0,005 km3  de magma se frayant un chemin vers la surface. Cependant, la même quantité de magma peut avoir un impact d'un ordre de grandeur différent. Une éruption sous-marine qui est plus susceptible d'être explosive a entraîné la formation du cratère Ōrākei (en), qui fait 0,7 km de large, et qui a détruit un volume de 3 km3  par la formation d'un cratère et l'impact d'une onde de choc à la base. Cela contraste avec le cône de 0,5 km de diamètre produit par la même quantité de magma remontant qui pourrait détruire un volume de 0,3 km3 s'il n'y a pas d'interaction avec les eaux souterraines. La modélisation a suggéré que la prochaine éruption dans le champ volcanique sera probablement associée à l'eau et dans la zone s'étendant du centre-ville jusqu'à ses banlieues nord et nord-est entourant et incluant le port de Waitemata. En Nouvelle-Zélande, le risque volcanique du champ est classé en dessous de celui du volcan de la zone volcanique de Taupo, mais il est susceptible d'être perçu par la population concernée comme une nuisance potentielle plus importante s'il se produit.
Diverses structures opérationnelles, plans et systèmes ont été mis en place pour préparer les réponses à l'activité volcanique dans les zones urbaines, principalement coordonnées dans le Plan d'urgence du champ volcanique d'Auckland du Conseil régional d'Auckland, qui fournit un cadre pour l'interaction de la sécurité civile et des services d'urgence lors d'une éruption. Auckland dispose également d'un réseau de surveillance sismique comprenant six sismomètres, dont un de 250 m de profondeur à Riverhead — et trois répéteurs dans la région qui détecteront les petits tremblements susceptibles de précéder toute activité volcanique. Cela est susceptible de donner un avertissement entre quelques heures et plusieurs jours avant une éruption imminente et sa localisation approximative.
Le musée du mémorial de guerre d'Auckland, lui-même construit sur le bord du cratère de Pukekawa, propose une exposition sur le terrain, notamment « l'expérience multisensorielle du visiteur de Puia Street », qui simule une vue panoramique d'une éruption à Auckland.

## Liste des volcans
Les volcans présents dans le champ volcanique d'Auckland sont,, :
| Volcans                                                      | Âge (en miliers d'années) | Hauteur         | Localisation (Coordonnées)      | Référence | Images                   |
| ------------------------------------------------------------ | ------------------------- | --------------- | ------------------------------- | --------- | ------------------------ |
| Albert Park Volcano                                          | 145.0 ± 4.0               | Indeterminée    | 36° 50′ 55″ S, 174° 46′ 02″ E   | [ 39 ]    |                          |
| Ash Hill                                                     | 31.8 ± 0.4                | 30 m            | 37° 00′ 10″ S, 174° 52′ 03″ E   |           |                          |
| Boggust Park Crater                                          | 130+                      | 14 m            | 36° 57′ 19″ S, 174° 48′ 49″ E   | [ 40 ]    |                          |
| Cemetery Crater                                              | Undated                   | 33 m            | 36° 59′ 23″ S, 174° 50′ 28″ E   | [ 40 ]    |                          |
| Crater Hill                                                  | 30.4 ± 0.8                |                 | 36° 59′ 12″ S, 174° 49′ 38″ E   |           |                          |
| Grafton Volcano                                              | 106.5                     | 82 m            | 36° 51′ 30″ S, 174° 45′ 49″ E   |           |                          |
| Hampton Park                                                 | 57.0 ± 32.0               | 43 m            | 36° 57′ 03″ S, 174° 53′ 44″ E   |           |                          |
| Kohuora                                                      | 33.7 ± 2.4                | 37 m            | 36° 58′ 43″ S, 174° 50′ 34″ E   |           |                          |
| Māngere Lagoon                                               | 59.5                      | 20 m            | 36° 57′ 25″ S, 174° 46′ 39″ E   |           |                          |
| Matanginui / Green Mount                                     | 19.6 ± 6.6                | 78 m            | 36° 56′ 24″ S, 174° 53′ 54″ E   |           |                          |
| Matukutūreia / McLaughlins Mountain                          | 48.0 ± 3.0                | 73 m            | 37° 00′ 49″ S, 174° 50′ 46″ E   | [ 12 ]    |                          |
| Maungakiekie / One Tree Hill                                 | 67.0 ± 12.0               | 182 m           | 36° 54′ 00″ S, 174° 46′ 59″ E   |           |                          |
| Maungarahiri / Little Rangitoto                              | 24.6 ± 0.6                | 75 m            | 36° 52′ 31″ S, 174° 48′ 35″ E   |           |                          |
| Maungarei / Mount Wellington                                 | 10.0 ± 1.0                | 135 m           | 36° 53′ 35″ S, 174° 50′ 47,6″ E |           | Te Tauoma / Purchas Hill |
| Maungataketake / Elletts Mountain                            | 88.9 ± 4.8                | 76 m            | 36° 59′ 41″ S, 174° 44′ 51″ E   |           |                          |
| Maungauika / North Head                                      | 87.5 ± 15.2               | 50 m            | 36° 49′ 40″ S, 174° 48′ 43″ E   |           |                          |
| Maungawhau / Mount Eden                                      | 28.0 ± 0.6                | 196 m           | 36° 52′ 37″ S, 174° 45′ 50″ E   |           |                          |
| Motukorea / Browns Island                                    | 24.4 ± 0.6                | 68 m            | 36° 49′ 50″ S, 174° 53′ 41″ E   |           |                          |
| Mount Robertson / Sturges Park                               | 24.3 ± 0.8                | 78 m            | 36° 56′ 55″ S, 174° 50′ 30″ E   |           |                          |
| Ōhinerau / Mount Hobson                                      | 34.2 ± 1.8                | 143 m           | 36° 52′ 40″ S, 174° 47′ 10″ E   |           |                          |
| Ohuiarangi / Pigeon Mountain                                 | 23.4 ± 0.8                | 55 m            | 36° 53′ 20″ S, 174° 54′ 11″ E   |           |                          |
| Ōrākei Basin                                                 | 126.0 ± 6.0               | 54 m            | 36° 52′ 02″ S, 174° 48′ 47″ E   |           |                          |
| Ōtāhuhu / Mount Richmond                                     | 30.2 ± 4.2                | 50 m            | 36° 55′ 57″ S, 174° 50′ 22″ E   |           |                          |
| Ōtuataua                                                     | 24.2 ± 1.8                | 64 m            | 36° 59′ 10″ S, 174° 45′ 15″ E   |           |                          |
| Ōwairaka / Te Ahi-kā-a-Rakataura / Mount Albert              | 119.2 ± 5.6               | 135 m           | 36° 53′ 26″ S, 174° 43′ 12″ E   |           |                          |
| Puhinui Craters                                              | Undated                   | 24 m            | 37° 00′ 53″ S, 174° 49′ 59″ E   | [ 40 ]    |                          |
| Pukaki Lagoon                                                | 45+                       | 37 m            | 36° 58′ 59″ S, 174° 48′ 37″ E   |           |                          |
| Pukeiti                                                      | 23.7                      | 30 m            | 36° 59′ 02″ S, 174° 45′ 26″ E   |           |                          |
| Pukekawa / Auckland Domain                                   | 106.0 ± 8.0               | 77 m            | 36° 51′ 33″ S, 174° 46′ 33″ E   |           |                          |
| Pukewīwī / Puketāpapa / Mount Roskill                        | 105.3 ± 6.2               | 110 m           | 36° 54′ 44″ S, 174° 44′ 15″ E   |           |                          |
| Pukewairiki                                                  | 130+                      | 35 m            | 36° 56′ 39″ S, 174° 51′ 57″ E   |           |                          |
| Pupuke                                                       | 193.2 ± 5.6               | 34 m            | 36° 46′ 48″ S, 174° 45′ 58″ E   |           |                          |
| Rangitoto Island                                             | 0.62 (first eruption)     | 260 m           | 36° 47′ 12″ S, 174° 51′ 36″ E   |           |                          |
| Rarotonga / Mount Smart                                      | 20.1 ± 0.2                | 87 m (quarried) | 36° 55′ 06″ S, 174° 48′ 45″ E   |           |                          |
| Styaks Swamp                                                 | 19.1                      | 16 m            | 36° 56′ 10″ S, 174° 54′ 01″ E   |           |                          |
| Takaroro / Mount Cambria                                     | 42.3 ± 22.0               | 30 m (quarried) | 36° 49′ 28″ S, 174° 48′ 07″ E   |           |                          |
| Takarunga / Mount Victoria                                   | 34.8 ± 4.0                | 87 m            | 36° 49′ 36″ S, 174° 47′ 56″ E   |           |                          |
| Taurere / Taylors Hill                                       | 30.2 ± 0.2                | 56 m            | 36° 51′ 51″ S, 174° 52′ 12″ E   |           |                          |
| Te Apunga-o-Tainui / McLennan Hills                          | 41.3 ± 2.4                | 45 m (quarried) | 36° 55′ 45″ S, 174° 50′ 47″ E   |           |                          |
| Te Hopua-a-Rangi / Gloucester Park                           | 31.0                      | 12 m            | 36° 55′ 46″ S, 174° 47′ 05″ E   |           |                          |
| Te Kopua Kai-a-Hiku / Panmure Basin                          | 25.2 ± 1.8                | 35 m            | 36° 54′ 18″ S, 174° 50′ 58″ E   | [ 41 ]    |                          |
| Te Kopua-o-Matakamokamo / Tank Farm / Tuff Crater            | 181.0 ± 2.0               | 46 m            | 36° 48′ 07″ S, 174° 45′ 12″ E   |           |                          |
| Onepoto                                                      | 187.6                     | 46 m            | 36° 48′ 29″ S, 174° 45′ 03″ E   |           |                          |
| Te Kōpuke / Tītīkōpuke / Mount St John                       | 75.3 ± 3.4                | 126 m           | 36° 53′ 00″ S, 174° 46′ 49″ E   |           |                          |
| Te Motu-a-Hiaroa / Puketutu                                  | 29.8 ± 4.4                | 65 m            | 36° 57′ 55″ S, 174° 44′ 50″ E   |           |                          |
| Te Pane-o-Mataaho / Māngere Mountain                         | 59.0 ± 20.0               | 106 m           | 36° 56′ 59″ S, 174° 46′ 59″ E   | [ 42 ]    |                          |
| Te Pou Hawaiki                                               | 28.0+                     | 95 m (quarried) | 36° 52′ 57″ S, 174° 46′ 00″ E   |           |                          |
| Te Puke ō Tara / Otara Hill                                  | 56.5                      | 89 m (quarried) | 36° 56′ 50″ S, 174° 53′ 54″ E   |           |                          |
| Te Tātua-a-Riukiuta / Three Kings                            | 31.0 ± 1.8                | 133 m           | 36° 54′ 11″ S, 174° 45′ 17″ E   |           |                          |
| Te Tauoma / Purchas Hill                                     | 10.9 ± 0.2                | 50 m (quarried) | 36° 53′ 14″ S, 174° 50′ 51″ E   |           |                          |
| Waitomokia / Mt Gabriel                                      | 20.3 ± 0.2                | 22 m (quarried) | 36° 58′ 37″ S, 174° 46′ 13″ E   |           |                          |
| Whakamuhu / Saint Heliers / Glover Park – see Achilles Point | 161.0 ± 36.0              | 65 m            | 36° 50′ 49″ S, 174° 52′ 04″ E   |           |                          |
| Wiri Mountain / Matukutūruru                                 | 30.1–31.0                 | 80 m (quarried) | 37° 00′ 26″ S, 174° 51′ 30″ E   |           |                          |